# Guiné Equatorial nos Jogos Olímpicos de Verão da Juventude de 2018
Guiné Equatorial participou dos Jogos Olímpicos de Verão da Juventude de 2018, realizados em Buenos Aires, na Argentina.

## Desempenho

### Atletismo
| Evento        | Atleta          | Qualificação 1 | Qualificação 1 | Qualificação 2 | Qualificação 2 | Total     | Total   |
| Evento        | Atleta          | Resultado      | Posição        | Resultado      | Posição        | Resultado | Posição |
| ------------- | --------------- | -------------- | -------------- | -------------- | -------------- | --------- | ------- |
| 100m feminino | Érica Mouwangui | 13.76          | 30             | 13.21          | 29             | 26.97     | 29      |

### Natação
| Atleta      | Evento              | Eliminatórias | Eliminatórias | Semifinal   | Semifinal   | Final       | Final       |
| Atleta      | Evento              | Tempo         | Pos.          | Tempo       | Pos.        | Tempo       | Pos.        |
| ----------- | ------------------- | ------------- | ------------- | ----------- | ----------- | ----------- | ----------- |
| Rita Ekomba | 50m livre feminino  | 42.22         | 4º            | Não avançou | Não avançou | Não avançou | Não avançou |
| Rita Ekomba | 50m peito feminino  | 49.28         | 7º            | Não avançou | Não avançou | Não avançou | Não avançou |
| Andrés Akue | 50m livre masculino | 32.61         | 5º            | Não avançou | Não avançou | Não avançou | Não avançou |
| Andrés Akue | 50m peito masculino | 44.81         | 3º            | Não avançou | Não avançou | Não avançou | Não avançou |

Legenda
| Recorde mundial      | Recorde mundial (World record)               |                       | Recorde africano                      | Recorde africano (African) |                                           | Q | Classificado por posição (Qualified) |
| Recorde olímpico     | Recorde olímpico (Olympic record)            | Recorde da América    | Recorde da América (Americas)         | q                          | Classificado por melhor tempo (Qualified) |   |                                      |
| Melhor marca do ano  | Melhor marca do ano (World leading)          | Recorde asiático      | Recorde asiático (Asian)              | DNS                        | Não largou (Did not start)                |   |                                      |
| Recorde nacional     | Recorde nacional (National record)           | Recorde europeu       | Recorde europeu (European)            | DNF                        | Não terminou (Did not finish)             |   |                                      |
| Recorde pessoal      | Recorde pessoal do atleta (Personal best)    | Recorde da Oceania    | Recorde da Oceania (Oceania)          | DSQ / DQ                   | Desclassificado (Disqualified)            |   |                                      |
| Recorde da temporada | Recorde da temporada do atleta (Season best) | Recorde sul-americano | Recorde sul-americano (South America) | NM                         | Sem marca (No mark)                       |   |                                      |